# Janusz Obuchowicz

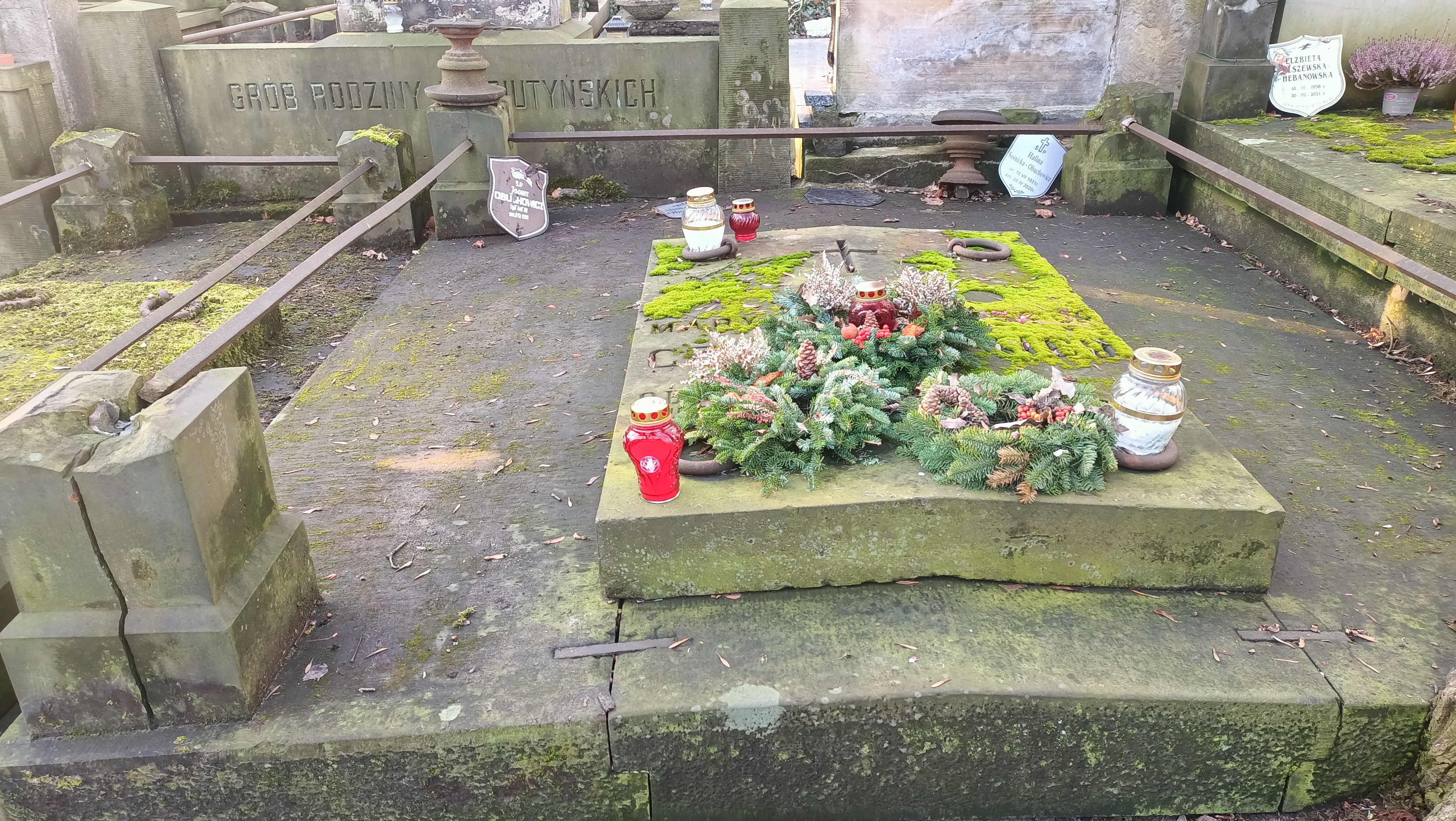
Grób Janusza Obuchowicz a na Cmentarzu Powązkowskim

Janusz Obuchowicz (ur. 1909 w Warszawie zm. 8 listopada 1990 w Warszawie) – polski sportowiec reprezentujący barwy Polonii Warszawa. W 1936 zdobył wraz z drużyną Puchar Polskiego Związku Gier Zespołowych w siatkówce.
Dwukrotny medalista mistrzostw polski w siatkówce. W 1937 zdobył z drużyną mistrzostwo polski. W 1938 zdobył brązowy medal mistrzostw Polski. Po zakończeniu kariery praktykował jako stomatolog. Został pochowany na cmentarzu Powązkowskim w Warszawie (kwatera 183, rząd 1, miejsce 12,13). 

## źródła
- hasło o Januszu Obuchowiczu w encyklopedii Polonii Warszawa